# Wilhelm Ludwig Petermann
Wilhelm Ludwig Petermann (* 3. November 1806 in Leipzig; † 27. Januar 1855 in Hannover) war ein sächsischer, deutscher Botaniker.
Petermann studierte ab 1826 Medizin und Botanik an der Universität Leipzig und wurde dort 1835 für Botanik habilitiert. Von 1835 bis 1841 war er Privatdozent und von 1841 bis 1855 außerordentlicher Professor an der Universität Leipzig sowie Aufseher des Herbariums des botanischen Gartens zu Leipzig.
Sein botanisches Autorenkürzel lautet „Peterm.“

## Werke

### Bücher
- Handbuch der Gewächskunde, Leipzig 1836
- Flora des Bienitz und seiner Umgebungen, Leipzig 1841
- Taschenbuch der Botanik, Leipzig 1841
- Das Pflanzenreich in vollständigen Beschreibungen aller wichtigen Gewächse dargestellt und durch naturgetreue Abbildungen erläutert, 1847
- Deutschlands Flora: mit Abbildungen sämmtlicher Gattungen auf 100 Tafeln, Band 1, 1849

### Beiträge
- Codex botanicus Linnaeanus / Vol. 2. Alphabetical index to The Linnaean botanical codex of all its genera, species and synonyms, Wigand, Leipzig 1840; Nachdruck der Ausgabe 2003